# Massacre des Hurons

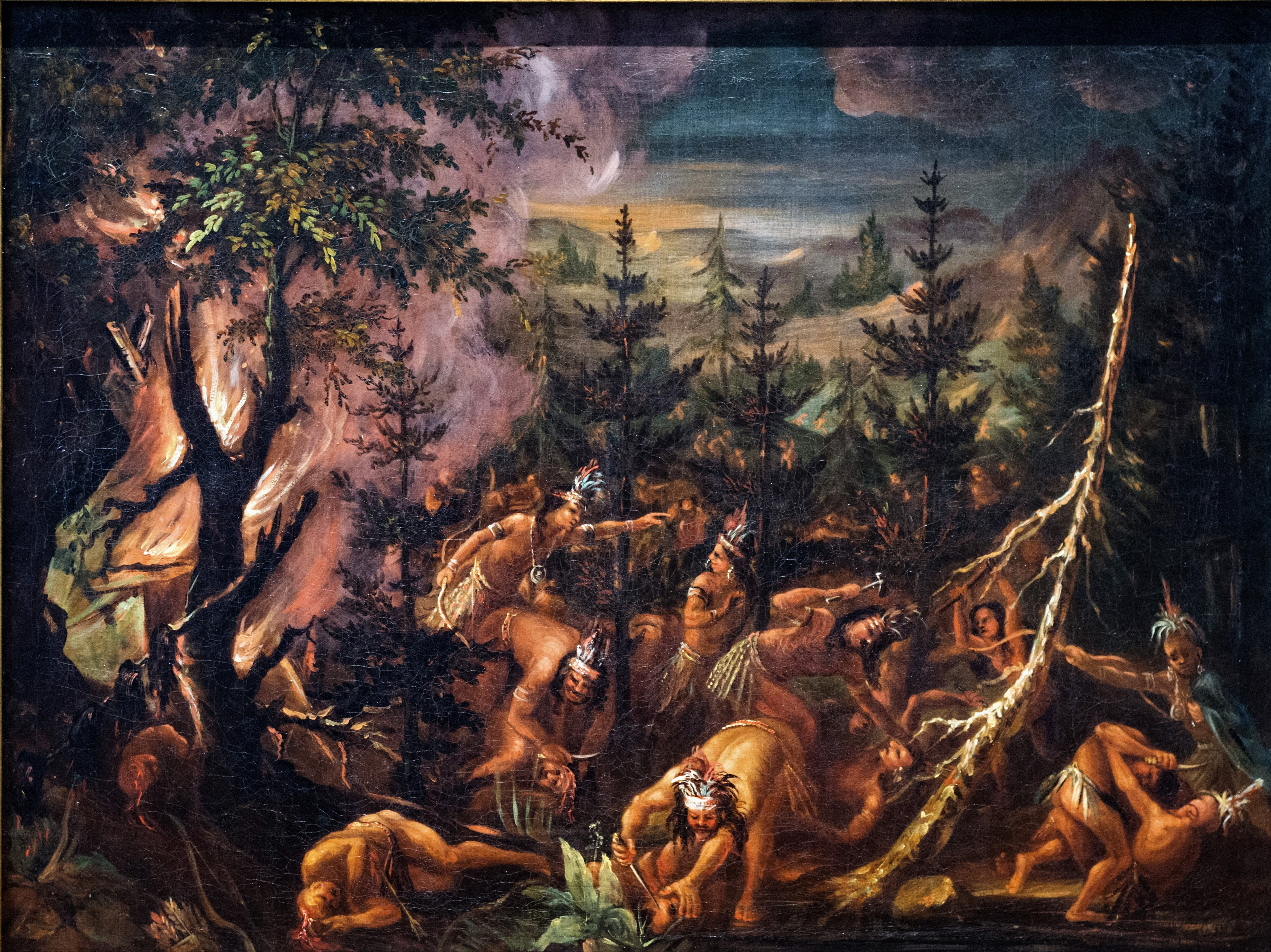
Le Massacre des Hurons par les Iroquois, Joseph Legare

Le massacre des Hurons est une série de violences génocidaires perpétrées par les Iroquois contre leurs ennemis christianisés les Hurons à la fin des années 1640. Cet épisode fameux des guerres franco-iroquoises entraîne la destruction de la Huronie et la dispersion des survivants. Il est exacerbé par les tensions commerciales autour du lucratif marché des fourrures dans le nord-est de l'Amérique du Nord, par les antagonismes religieux et par les armes à feu fournies aux Iroquois par les colons hollandais.

## Le commencement
La guerre entre les autochtones amérindiens pour la conquête d’un plus vaste territoire est récurrente. Lors de son quatrième voyage en 1613, Samuel de Champlain note dans son carnet de voyage qu’il existe une alliance entre les Hurons, les Algonquins et les Montagnais contre les Iroquois. L’enjeu en était principalement la fourrure de castor, primordiale pour les Iroquoiens dans leur commerce avec les Européens. Aux environs de l’année 1630, le castor, surexploité, disparaît de la Huronie, puis de l’Iroquoisie quelques années plus tard. Hurons et Iroquois cherchent alors à trouver d’autres territoires pour chasser cet animal très convoité. C’est en 1640 qu’éclate une série de conflits sanglants entre les différents peuples iroquoïens dispersés sur le territoire. La production des peaux quadruple en une décennie, et les épidémies qui réduisent l’effectif des tribus de moitié n’empêchent pas ces premières nations de commettre des gestes irréparables.

## Au cœur de la guerre des fourrures
Les années 1640 et 1650 ont été une période tragique pour les Hurons. En effet, ce qu’on appelle la « guerre des fourrures » bat alors son plein. Mieux armés que leurs voisins, les Iroquois disposaient d’armes à feu qu’ils échangeaient contre des fourrures à leurs alliés hollandais protestants afin de s’emparer du territoire des Hurons, convertis au catholicisme par les missionnaires français. En 1648, après des années de harcèlement, plus de 1000 Iroquois bien armés prennent d’assaut le village huron de Teanaustayaé (Twaanostyee) sur la rive sud du lac Michigan. Ils massacrent les hommes et prennent en otage 700 prisonniers, majoritairement des femmes et des enfants dont la plupart sont réduits en esclavage. En 1649, les Iroquois prennent un autre village important des Hurons, Taenhatentaron (Taanhattantaron) sur la rive nord du détroit de Mackinac. Ils massacrent les vieux, les malades et les enfants : « des enfants grillaient à côté de leurs mères, un mari voyait sa femme rôtir auprès de soi, la cruauté même eut eu de la compassion dans un spectacle qui n’avait rien d’humain, sinon l’innocence de ceux qui étaient au supplice, dont la plupart étaient chrétiens ».
Les Iroquois se dirigent ensuite vers Sainte-Marie, la plus importante mission catholique en Huronie, refuge des Hurons ayant fui les massacres de Teanaustayaé et de Taenhatentaron. Débordés par les raids répétés des Iroquois, les jésuites sont contraints d’abandonner leur centre missionnaire.

## Violence envers les prisonniers
À cette période, le jésuite Jean de Brébeuf fut fait prisonnier le 16 mars 1649 lors d’une attaque iroquoise. Il est emmené jusqu’au village de Taenhatentaron où il est lié au poteau de torture. Il y est d’abord lapidé. Afin de parodier le baptême, les Iroquois lui versent de l’eau bouillante sur la tête en citant les paroles : « Nous te traitons d’ami puisque nous serons cause de ton plus grand bonheur là-haut au ciel : remercie-nous de tant de bons offices, car plus tu souffriras, plus ton Dieu t’en récompensera. » Ensuite, on lui passa un collier de tomahawks brûlants au cou pour ensuite lui enfoncer un fer rouge dans la gorge tout en le lacérant de coups de couteau. Lorsqu’il fut agonisant, les Iroquois le tuèrent en lui arrachant le cœur, qu’ils cuisirent et mangèrent, pour finalement brûler son corps,.

## Le retrait et la nouvelle terre
L’an 1650 représente la fin du peuple huron à la suite des nombreuses attaques des Iroquois. En plus des épidémies et de la famine, la guerre iroquoise aura pour effet de mener à la destruction de la Huronie en raison de la dispersion des survivants. La grande majorité de ceux-ci se sont réfugiés chez les Pétuns. « Le pays des Hurons n’était plus qu’une terre d’horreur et de carnage ». En 1651, les jésuites français profitent de la venue des nouveaux arrivants pour leur concéder un territoire réservé aux Hurons comme refuge : la « seigneurie de Sillery », qui se situe dans les environs de la ville de Québec. Cette nouvelle parcelle de territoire n’est pas donnée aux Hurons par la monarchie française sans rien attendre en retour. En effet, les jésuites français avaient ainsi pour but d’assimiler ces autochtones au christianisme. C’est ainsi qu’apparaît la petite population des « Hurons de Lorette », dernier vestige de ce qui était auparavant la vaste confédération Wendate,.